# Hermes Ludovisi

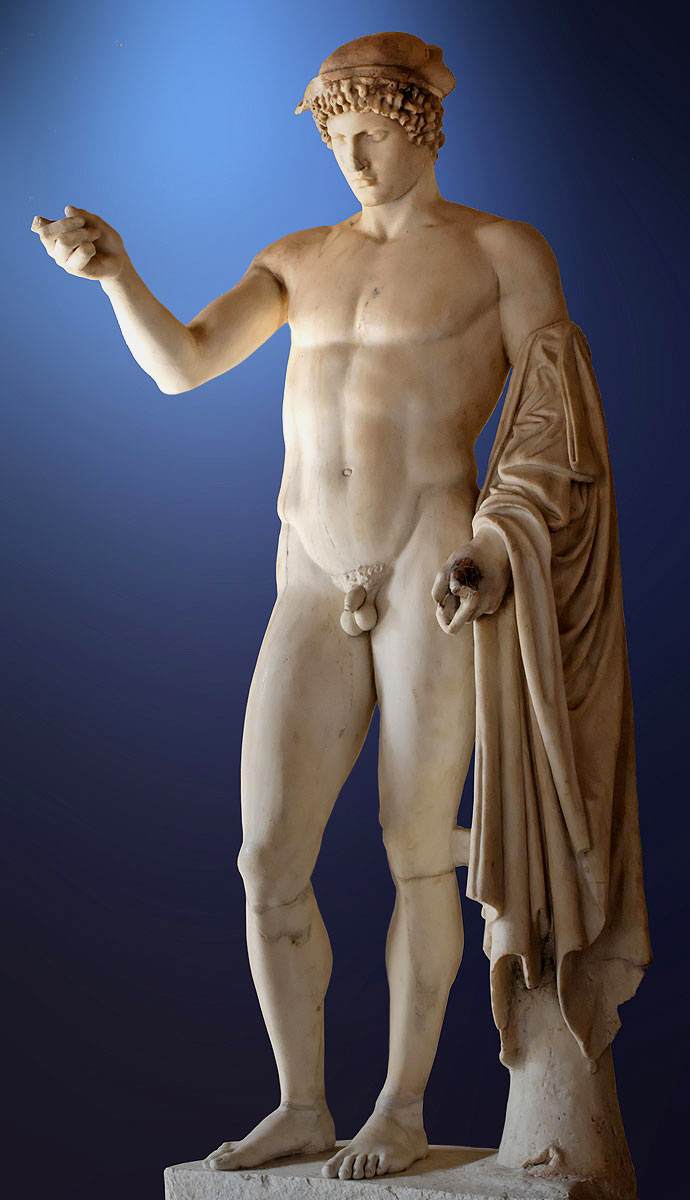
De Ludovisi Hermes

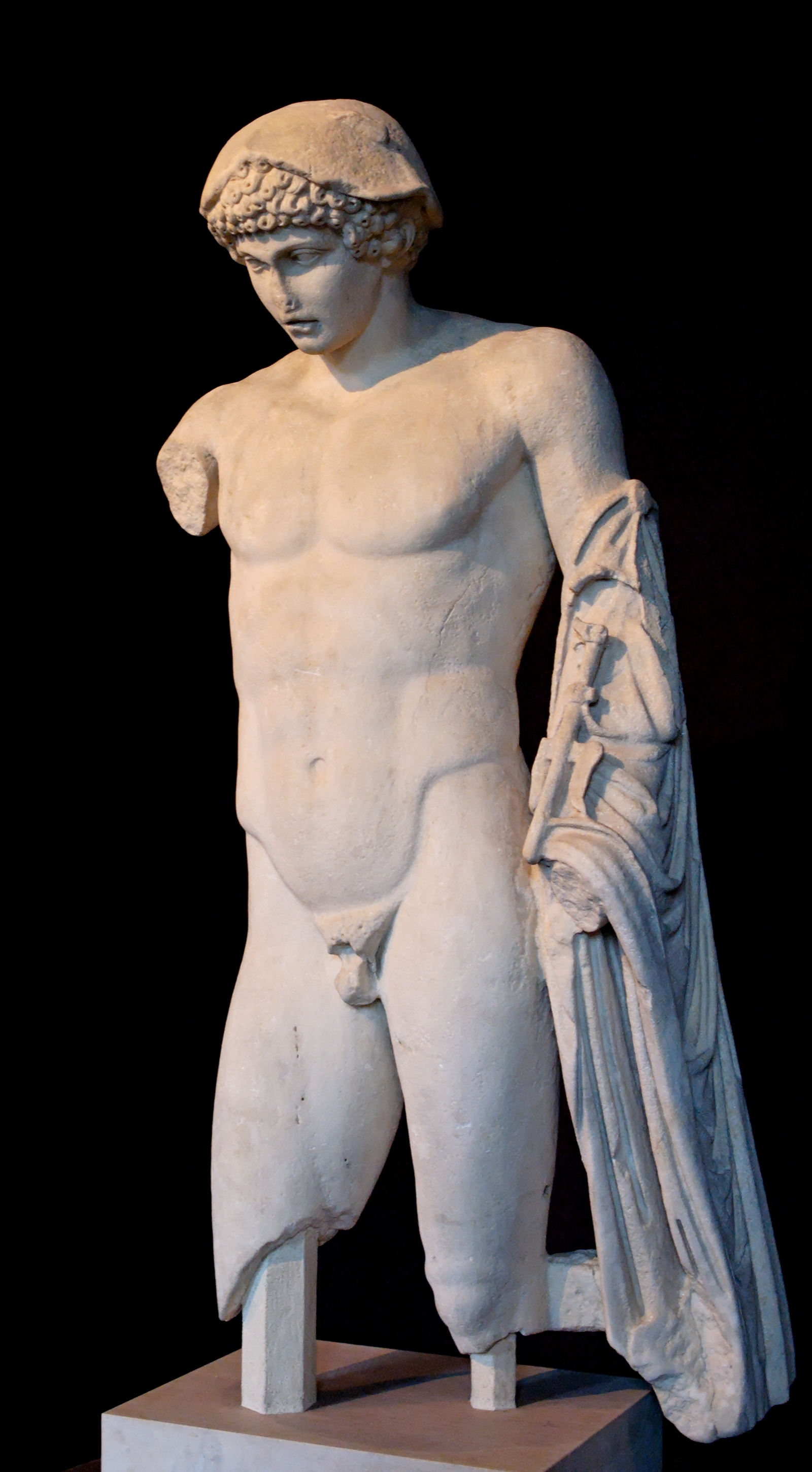
De ongerestaureerde Hermes uit Anzio is van hetzelfde "Ludovisitype".

De Hermes Ludovisi is een Romeins beeld van de god Hermes en dateert van rond 250-260 AD. Het beeld werd gevonden in de buurt van de Porta Tiburtina. Zoals zoveel Romeinse beelden is dit een marmeren kopie uit de 1ste eeuw van een grieks bronzen origineel. Misschien was dat een jeugdwerk van Phidias uit de 5e eeuw voor het begin van onze jaartelling. Het beeld werd vroeger ook wel de Mercurio Oratore genoemd maar het is een hellenistische Hermes Psychopompos. De gestrekte arm is niet origineel en we weten niet welk gebaar het beeld maakte. 
Het kunstwerk werd in de 17e eeuw ontdekt en genoemd naar de eerste moderne eigenaar, kardinaal Ludovico Ludovisi. Sinds de veiling van de Boncampagni-Ludovisi-collectie in 1901 wordt de Hermes Ludovisi getoond in het Palazzo Altemps in Rome. 